# Eschyle (astronome)
Ne doit pas être confondu avec Eschyle.
Eschyle l'astronome (en grec ancien Αἰσχύλος/Aiskhúlos) est un astronome de la Grèce antique de la seconde moitié du Ve siècle av. J.-C.

## Éléments biographiques
Disciple d’Hippocrate de Chios,, il étudia les comètes, avec son maître. Son travail n'est connu que par un long passage d’Aristote dans les Météorologiques

## Idées
Il estime qu’il n’y a qu’une seule comète, qu’il assimile à une planète, plus lente que le soleil. Il observe la queue de la comète, et émet l’hypothèse qu’il s’agit d’une sorte de mirage provoquée par l’humidité de la planète lorsqu’elle s’éloigne de la région sèche du soleil. 